# Peace Frog
Peace Frog è un brano musicale della band statunitense The Doors scritto e composto da Jim Morrison e Robby Krieger e pubblicato per la prima volta nell'album Morrison Hotel.

## Descrizione
Fu incisa nel novembre del 1969 e pubblicata su vinile nel febbraio del 1970 dalla Elektra e dalla Asylum Records in una produzione Paul Rothchild. La canzone si unisce perfettamente in chiusa con la traccia successiva dell'album, Blue Sunday, tanto che talvolta le due tracce sono trasmesse consecutivamente nella programmazione radio.
L'aggancio della canzone è caratterizzato da un accordo in Sol di quinta distorto, suonato due volte dal chitarrista Robby Krieger, seguito da un breve e percussivo effetto Wah-wah. Morrison comincia quasi ogni strofa della canzone con la parola "blood" (sangue), ne è un esempio il celeberrimo attacco "Blood in the streets...". La canzone è scandita da un riff di basso ripetuto, accompagnato di sfondo da un organo Vox Continental, tipico delle produzioni dei Doors. Uno dei maggiori climax della canzone è l'interludio musicale, caratterizzato da un'alternanza fra batteria ed altri strumenti, che precede l'assolo di chitarra. Subito dopo l'assolo la canzone che sembra spegnersi nei versi Indians scattered on dawn's highway bleeding... riprende poi vita, concedendo altre strofe, variate e non. La canzone termina con un accordo che va ad unirsi, idealmente, con quelli iniziali di "Blue Sunday".

### Testo
Il verso "Indians scattered on dawn's highway bleeding/Ghosts crowd the young child's fragile eggshell mind" ha origine da una delle poesie di Morrison, "Newborn Awakening" (esso appare anche sul finale di "Ghost Song"). Il verso è nato da "Dawn's Highway", una poesia in cui Jim descrive un evento che gli accadde da giovane.
Come narra lo stesso Morrison in An American Prayer:
"So the car pulls up and stops. That was the first time I tasted fear. I musta' been about four — like a child is like a flower, his head is floating in the breeze, man.»
"Così la macchina inchioda e si ferma. Quella fu la prima volta che assaggiai la paura. Dovevo aver sì e no quattro anni, e come un bambino è come un fiore, la sua testa fluttua nella brezza, ragazzo.»
Il verso "Blood in the streets in the town of New Haven" probabilmente si riferisce all'arresto di Jim Morrison avvenuto il 9 dicembre del 1967 nella New Haven Arena durante un concerto. Dopo una lite con un ufficiale di polizia nel backstage, Morrison rese noto alla platea l'avvenuto e fu arrestato per aver provato ad incitare la sommossa. Un verso simile, sempre rivolto alla città di Chicago probabilmente si riferisce ai conflitti che portò la "Democratic National Convention" del 1968.